# Coos County, Oregon
Coos County är ett administrativt område i delstaten Oregon, USA. År 2010 hade countyt 63 043 invånare. Den administrativa huvudorten (county seat) är Coquille.

## Geografi
Enligt United States Census Bureau så har countyt en total area på 4 678 km². 4 134 km² av den arean är land och 544 km² är vatten. 

### Angränsande countyn
- Douglas County, Oregon - nord och öst
- Curry County, Oregon - syd